# Believe in Life
Believe in Life ist ein Pop-Rock-Song, der vom britischen Rockmusiker Eric Clapton geschrieben und 2001 sowohl als Single als auch auf dem Album Reptile veröffentlicht wurde.
Clapton schrieb den Song für seine Ehefrau Melia McEnery. Im August 2014 erklärte Clapton der Zeitschrift Uncut: „Dieser ist mein Lieblingssong, und er ist außerdem sehr präsent, weil ich ihn über meine Frau geschrieben habe. Ich mag an dem Song, dass er zurückhaltend, etwas im Hintergrund ist, aber ich bin stolz auf den Song, genauso stolz wie auf alle meine populärsten bzw. gut bekannten Werke.“ („That’s my favorite song, and it’s also current, because I wrote it about my wife. I like the fact that it’s kind of low-key, a little in-the-background thing, but I’m proud of that song, as much as anything of mine that’s more popular or well-known.“)
Die Single belegte Platz 16 der Billboard Adult Contemporary Chart und verblieb insgesamt sieben Wochen in diesen.